# Jordi Sellas i Ferrés
Jordi Sellas i Ferrés (Olot, 30 de setembre de 1977) és un gestor d'empreses culturals català, actual director d'IDEAL, el Centre d'Arts Digitals de Barcelona i director executiu d'El Món d'Ahir.

## Biografia
Es va llicenciar en Ciències de la Comunicació (Publicitat i Relacions Públiques) per la Universitat Autònoma de Barcelona.
S'ha especialitzat en la gestió d'empreses culturals. Ha estat, entre altres càrrecs, director de màrqueting del Grup Focus, on va crear el Club Tr3sC de cultura; director del departament de Nous Negocis del Grup RBA; creador, director i presentador durant una dècada del programa de ràdio i televisió Generació digital, i director general de Creació i Empreses Culturals del Departament de Cultura de la Generalitat de Catalunya entre 2013 i 2016.
També ha col·laborat amb el Piccolo Teatro di Milano i amb la Corporació Catalana de Mitjans Audiovisuals, on ha estat impulsor i productor executiu dels documentals Pau Casals, l'home que va fer sentir el silenci (2012) i On tot va començar, Picasso i Barcelona (2013) i col·labora o ha col·laborat amb teatres com La Scala de Milà i el Gran Teatre del Liceu.
En l'àmbit docent, ha sigut professor a la Universitat Pompeu Fabra i la Universitat Ramon Llull, i ha impartit classes la SDA Bocconi i a l'Accademia Teatro alla Scala de Milà.
Actualment (2020) forma part de l'equip directiu de la productora Minoria Absoluta, on és director executiu de la revista El món d'ahir i director del Centre d'Arts Digitals de Barcelona, l'IDEAL. Col·labora en diversos espais radiofònics, com El Món a RAC 1 o Islàndia. Forma part de la Junta Directiva de la Federació Catalana d'Empreses de Producció Audiovisual (PROA) i és soci de Nostromo Live, una productora d'arts escèniques. És vicepresident de l'Arts in Health International Foundation, membre dels patronats del Teatre Lliure i de la Fundació Carulla.
El juny de 2020 es va anunciar que formaria part del Grup de Treball Catalunya 2022, un grup d'experts creat per la Generalitat de Catalunya per dissenyar la sortida a la crisi del coronavirus.

## Publicacions
- 2009 - Màrqueting de les Arts Escèniques (coautor amb J Colomer).